# أولاد عبد اللهبن بوشتى (ملولة)
أولاد عبد اللهبن بوشتى هو دُوَّار يقع بجماعة بني سنوس، إقليم تاونات، جهة فاس مكناس في المملكة المغربية. ينتمي الدوّار لمشيخة ملولة التي تضم 21 دوار. يقدر عدد سكانه بـ 12 نسمة حسب الإحصاء الرسمي للسكان والسكنى لسنة 2004.

## روابط خارجية
- البوابة الوطنية للجماعات الترابية
- المندوبية السامية للتخطيط